# Яя (Русия)
Вижте пояснителната страница за други значения на Яя.
Яя е селище от градски тип в Русия, административен център на Яйски район в Кемеровска област. Основано е през 1897 г.
Селището е разположено край реката Яя. Населението му е около 10 968 жители към 2016 г. Телефонен код – +7 38441, пощенски код – 652100, код ОКАТО – 322435517.
В града се намира Яйският пивозавод.